# Ônibus elétrico

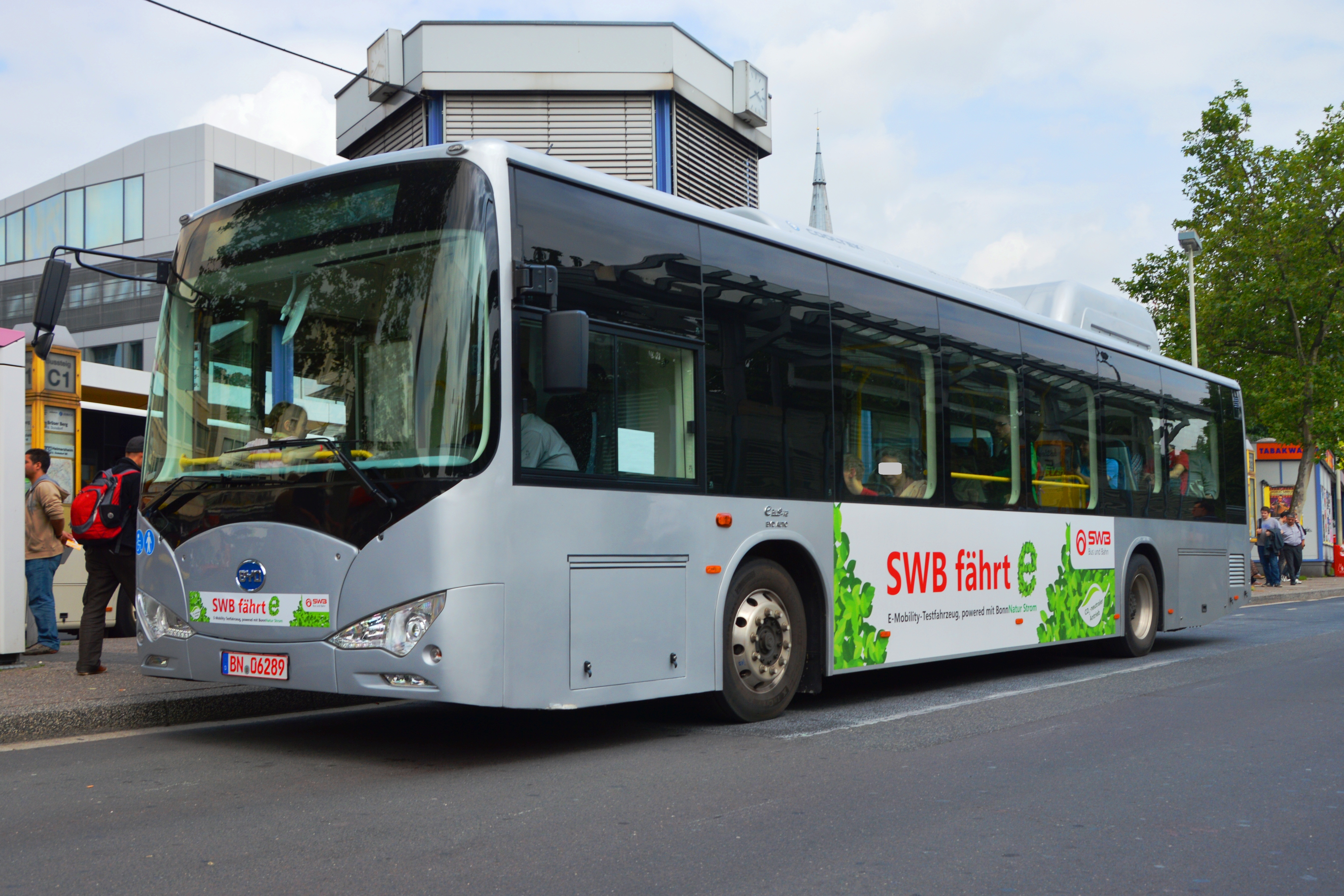
Ônibus eléctrico em Bonn.

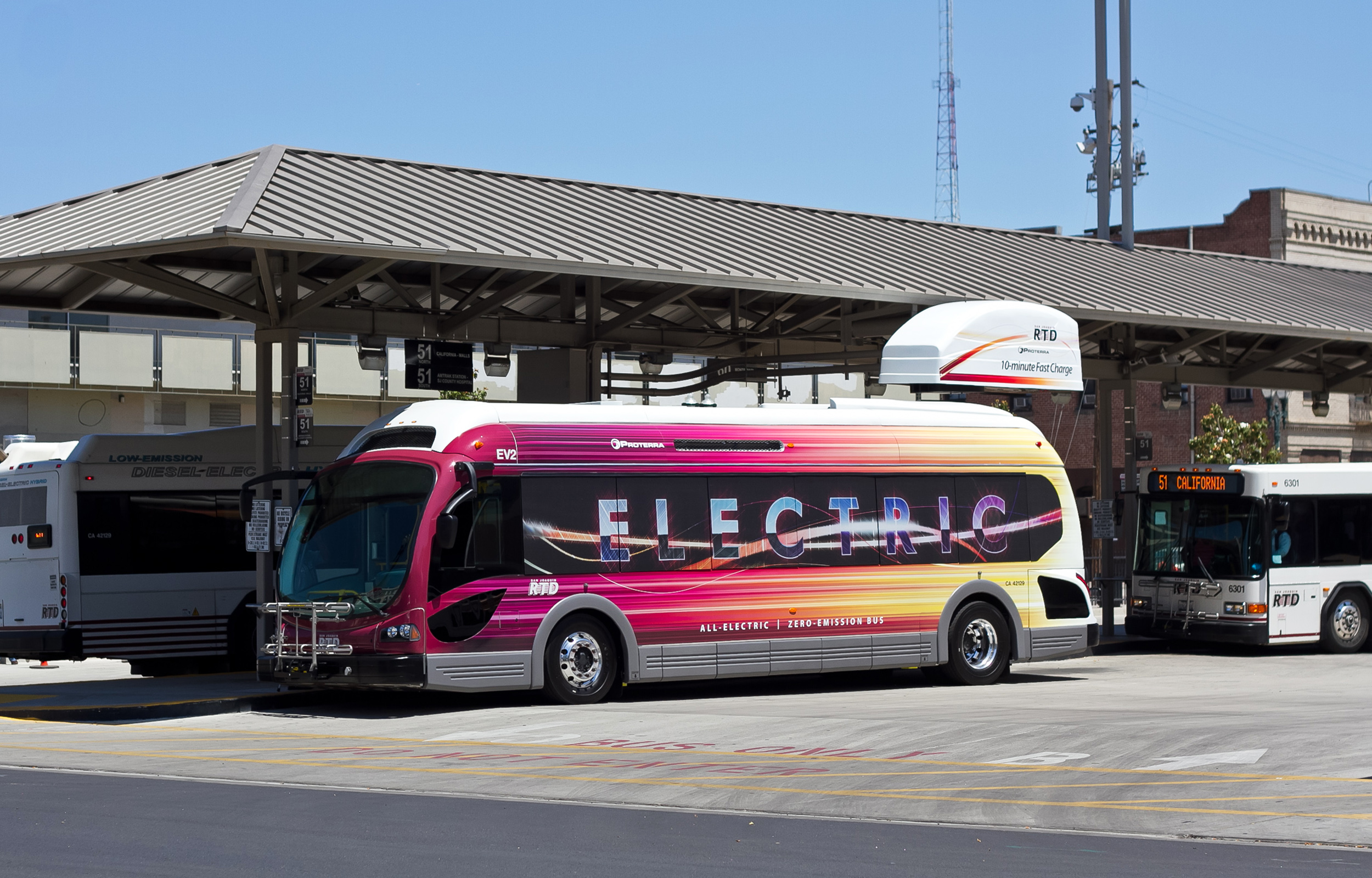
Ônibus eléctrico na California.

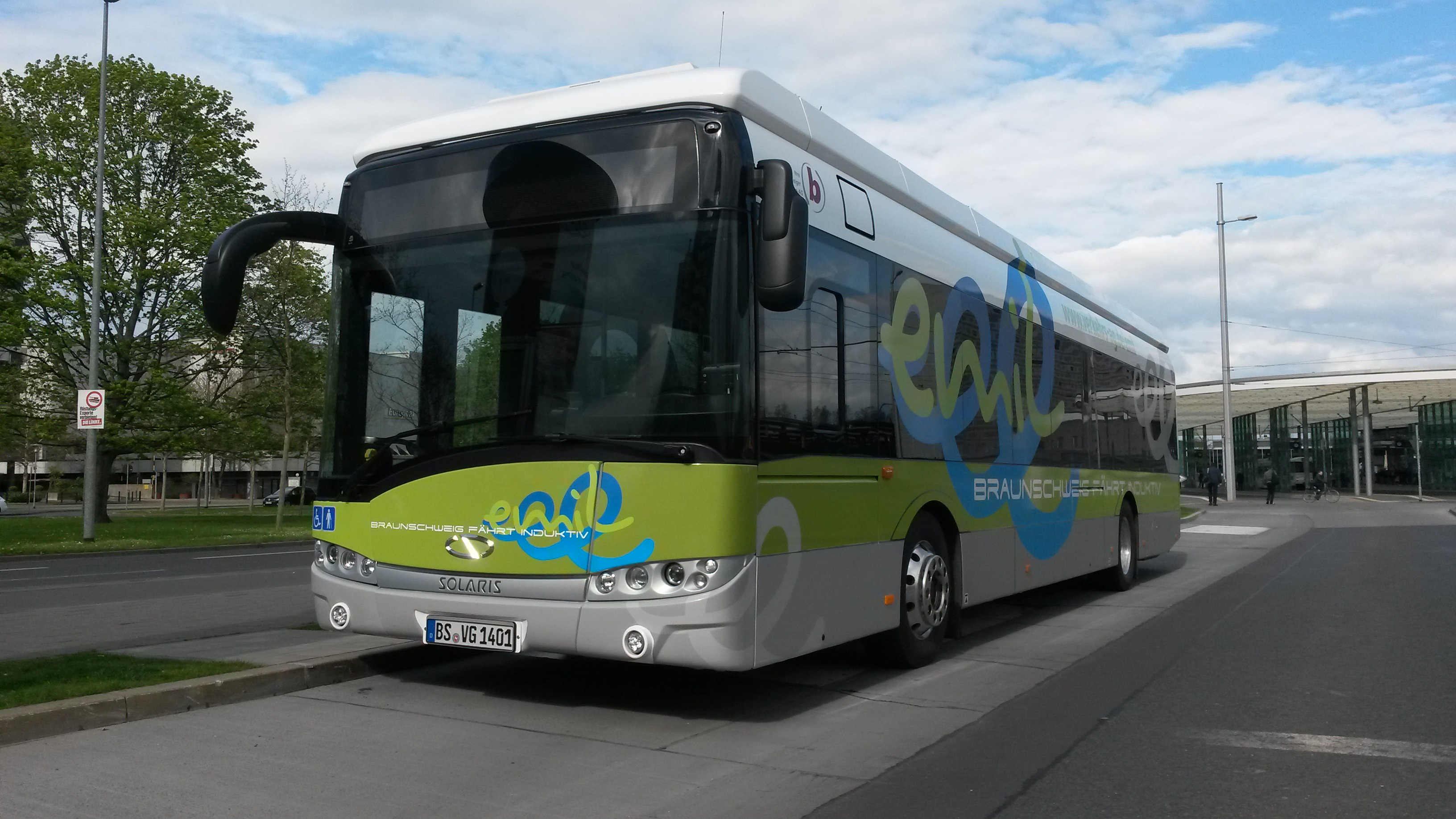
Ônibus eléctrico em Brunswick.

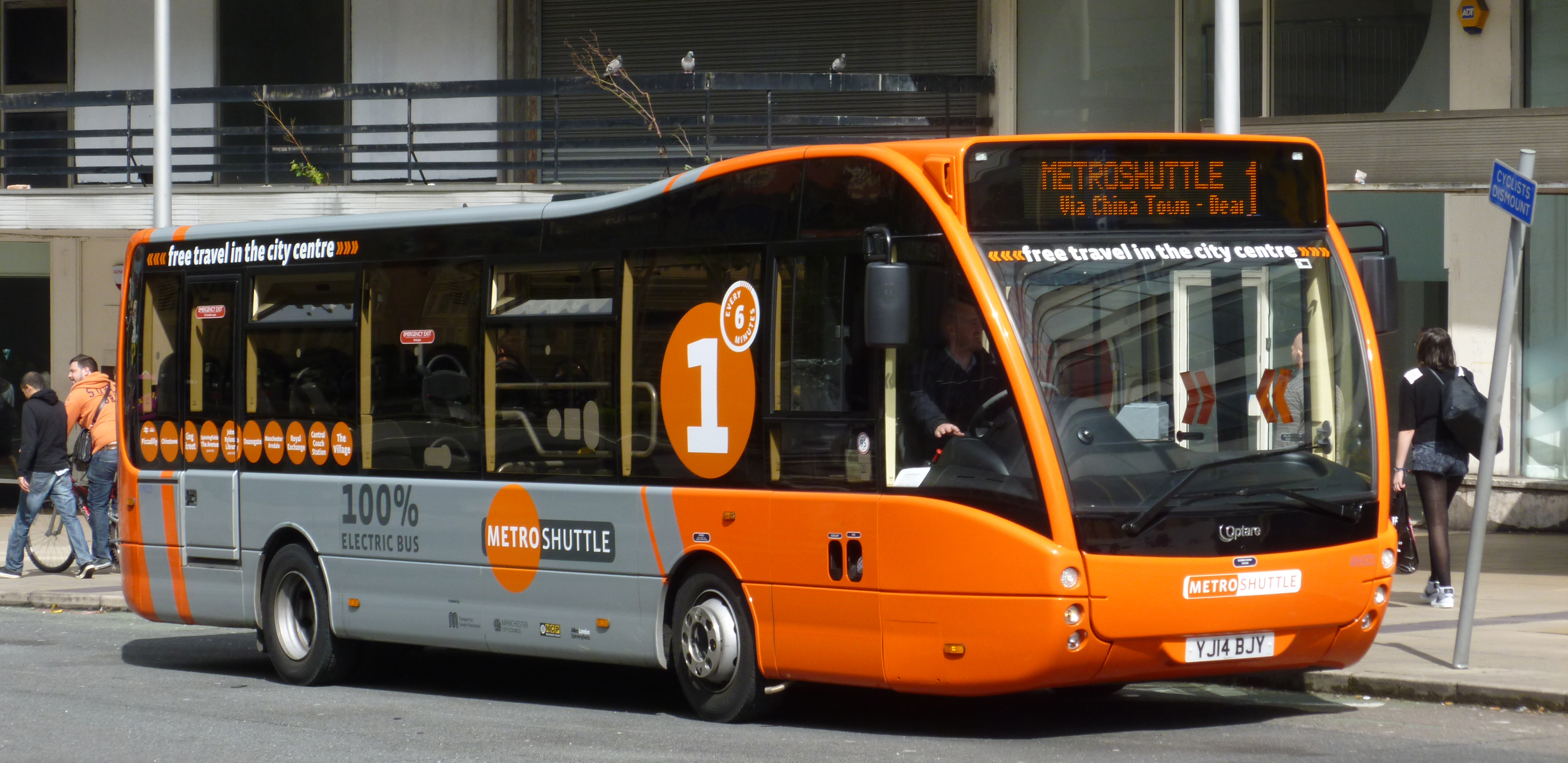
Ônibus eléctrico em Manchester.

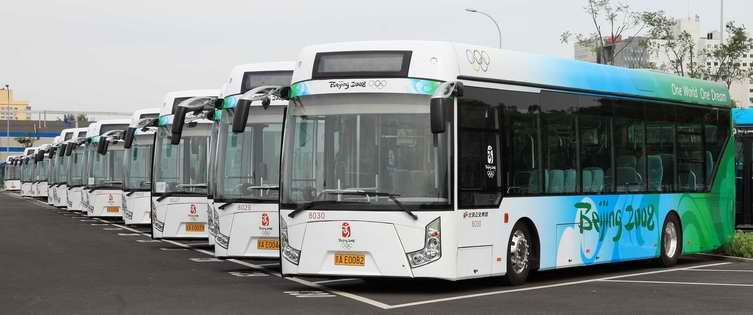
Ônibus eléctricos em Pequim.

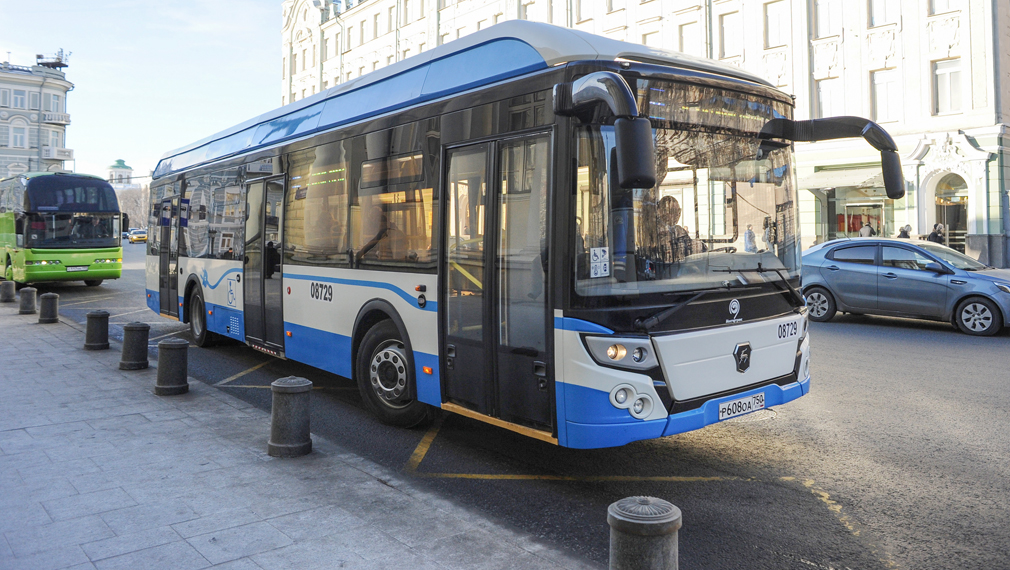
Ônibus eléctrico LiAZ-6274 no centro de Moscou

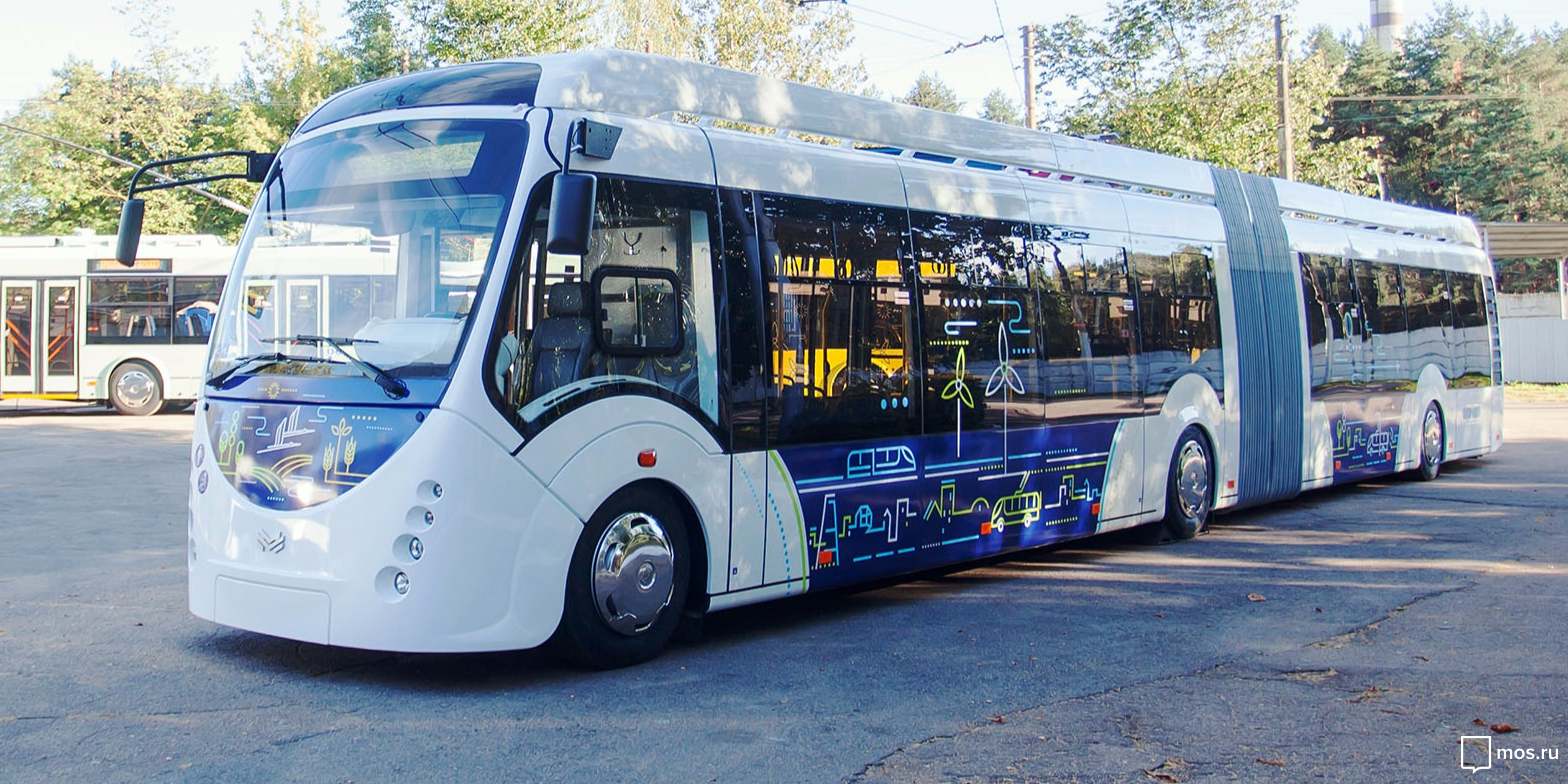
Ônibus eléctrico bielorrusso E-433

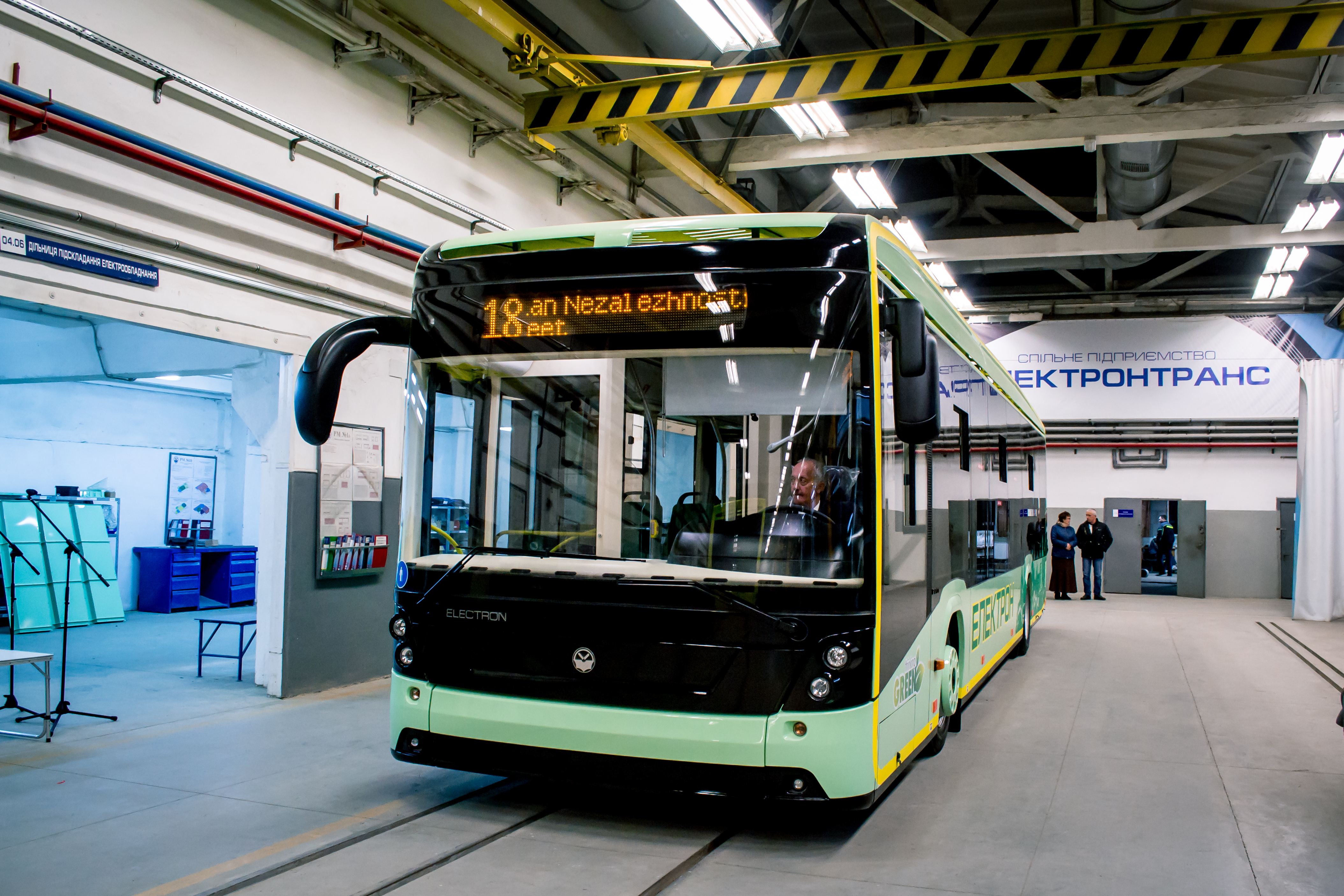
Ônibus eléctrico Electron E19101 fabricado na Ucrânia

Um ônibus (português brasileiro) ou autocarro (português europeu) elétrico é um ônibus movido a eletricidade.
Os ônibus elétricos podem armazenar a eletricidade a bordo ou podem ser alimentados continuamente de uma fonte externa. Os ônibus que armazenam eletricidade são principalmente ônibus elétricos a bateria, nos quais o motor elétrico obtém energia a partir de uma bateria de bordo, embora existam exemplos de outros modos de armazenamento, como o gyrobus, que usa armazenamento de energia no volante. Quando a eletricidade não é armazenada a bordo, é fornecida por contato com fontes externas de energia. Por exemplo, fios aéreos, como no troleibus, ou com condutores no chão. Este artigo trata principalmente de ônibus que armazenam eletricidade a bordo.
A partir de 2017, 99% dos ônibus elétricos com bateria foram implantados na China, com mais de 385.000 ônibus em circulação, o que representa 17% da frota total de ônibus da China.

## História
Os veículos elétricos existem desde o século XIX. No início do século 19, pesquisadores na Hungria, na Holanda e nos Estados Unidos começaram a explorar a ideia de veículos movidos a bateria. Anteriormente, havia havido progresso com um carro elétrico, um carro sem cavalos alimentado por um motor elétrico. No entanto, como as pessoas queriam se locomover com mais facilidade e rapidez, os carros se tornaram uma alternativa mais rápida e razoável às carruagens puxadas a cavalo.
Em 1835, o americano Thomas Davenport é creditado com a construção do primeiro veículo elétrico prático, uma pequena locomotiva. Ele desenvolveu um motor elétrico movido a bateria que ele costumava operar em um pequeno modelo de carro em uma seção curta da pista.
O primeiro carro elétrico de sucesso foi fabricado nos Estados Unidos em 1890. William Morrison, de Des Moines, Iowa, construiu um veículo elétrico que podia acomodar até seis passageiros e atingir de 10 a 20 quilômetros por hora. As especificações do Morrison Electric de 1890 incluíam 24 células de bateria de armazenamento montadas sob o banco da frente. O veículo pode viajar por um raio de 160 quilômetros antes de precisar ser recarregado.
Essa invenção inicial ajudou a despertar o interesse em carros elétricos, e as montadoras começaram a construir suas próprias versões em todo o mundo. Devido ao extremo interesse repentino, os carros elétricos atingiram seu pico de popularidade em 1900 e compunham a maioria de todos os veículos nas ruas.
Nessa época, os carros elétricos eram os veículos preferidos. Os veículos movidos a gasolina exigiram muito esforço para dirigir, desde a troca de marchas até a partida do motor com uma manivela, além de outros contras, como gases de escape fortes e desagradáveis.
No entanto, foram feitas melhorias no carro movido a gasolina que causou a perda de impulso do carro elétrico. A manivela foi logo substituída por uma partida elétrica e os veículos movidos a gasolina se tornaram mais acessíveis. Os carros a gasolina logo superaram a popularidade dos veículos elétricos.

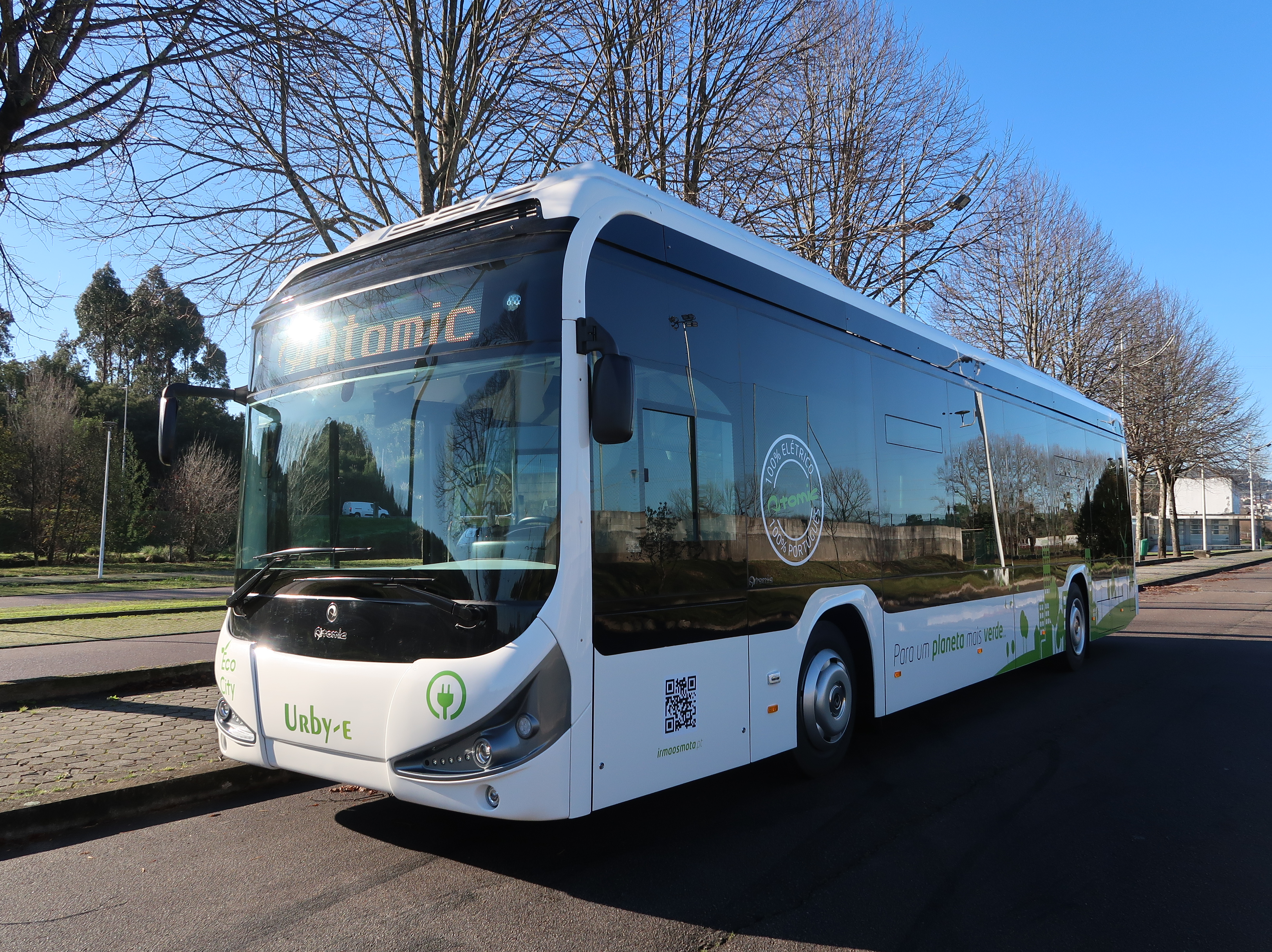
Atomic Urby-e, autocarro elétrico desenvolvido e fabricado por Irmãos Mota, S.A., Vila Nova de Gaia

Em 1935, os carros elétricos praticamente desapareceram. Não foi até a década de 1970, quando uma escassez de gás atingiu, fazendo os preços subirem, que os carros elétricos voltaram ao mercado. Os carros movidos a gasolina ainda permaneciam mais populares devido ao melhor desempenho e confiabilidade.
Na década de 1990, os carros elétricos se tornaram mais populares quando a preocupação social com o meio ambiente começou a aumentar. No início do século XXI, a tecnologia dos carros elétricos parecia mais promissora do que nunca com o lançamento do Toyota Prius, o primeiro veículo elétrico majoritariamente fabricado. Hoje, os veículos elétricos estão em ascensão e continuam a avançar à medida que mais americanos exigem um veículo mais eficiente e ecológico.

## Desvantagens
Como em outros veículos elétricos, o controle do clima e o clima extremamente frio enfraquecerão o desempenho dos ônibus elétricos. Além disso, o terreno pode representar um desafio para a adoção de veículos elétricos que transportam energia armazenada em comparação com trólebus, que extraem energia de linhas aéreas. Mesmo quando as condições são favoráveis, os ônibus dos motores de combustão interna são frequentemente movidos a diesel, e o diesel é relativamente barato por quilômetro. Altas taxas de serviços públicos locais (especialmente durante períodos de pico de demanda) e sistemas proprietários de cobrança impõem barreiras à adoção de veículos elétricos.

## Ônibus elétrico à bateria
Atualmente, um dos tipos mais populares de ônibus elétricos são os ônibus elétricos a bateria. Os ônibus elétricos com bateria têm a eletricidade armazenada a bordo do veículo em uma bateria. A partir de 2018, esses ônibus podem ter um alcance de mais de 280 km com apenas uma carga, no entanto, temperaturas e colinas extremas podem reduzir o alcance. Esses ônibus geralmente são usados como ônibus urbanos devido a particularidades em alcance limitado.
A condução na cidade é principalmente acelerada e freada. Devido a isso, o barramento elétrico da bateria é superior ao barramento a diesel, pois pode recarregar a maior parte da energia cinética em baterias em situações de frenagem. Isso reduz o desgaste dos freios nos ônibus e o uso de diesel sobre elétrico reduz a poluição sonora, atmosférica e de gases de efeito estufa nas cidades.
Ao operar em uma cidade, é importante minimizar o peso descarregado e rolante do ônibus. Isso pode ser feito usando o alumínio como principal material de construção de um ônibus. Painéis compostos e outros materiais leves também podem ser usados. De acordo com a Linkkebus, sua construção de ônibus totalmente em alumínio é cerca de 3000 kg mais leve que os ônibus de aço modernos de tamanho comparável (peso reduzido de 9500 kg). A redução de peso permite uma maior carga útil e reduz o desgaste de componentes como freios, pneus e juntas, proporcionando economia de custos ao operador anualmente.